# Мария ди Пиеро де Медичи
Вижте пояснителната страница за други личности с името Мария де Медичи.
Мария ди Пиèро де Мèдичи (на италиански: Maria di Piero de' Medici; * 1455, Флоренция, Флорентинска република; † март 1479, пак там) е флорентинска аристократка, сестра на фактическия владетел на Флоренция Лоренцо Великолепни.

## Произход
Мария е дъщеря на Пиеро де Медичи Подагрения (* 1416, † 1469), фактически господар на Флоренция, и на съпругата му Лукреция Торнабуони (* 1427, † 1482), поетеса. Нейната биографична информация, както за много от жените от семейство Медичи, е оскъдна, дотолкова че дори майчинството на Лукреция Торнабуони понякога се поставя под съмнение, като се намеква, че вместо това Мария би могла да е извънбрачна дъщеря на Пиеро от неизвестна жена или е дъщеря на Лукреция от граф Вернио де Барди. Има четирима братя и две сестри:
- Бианка Мария (* 1445, † 1505), съпруга на Гулиелмо де Паци
- Лукреция, известна като Нанина (1448 † 1493), съпруга на известния писател хуманист Бернардо Ручелай
- Лоренцо „Великолепни“ (* 1449, † 1492), държавник, банкер, фактически владетел на Флоретинската република и най-могъщият и ентусиазиран покровител на ренесансовата култура в Италия. Той също така е писател, меценат, поет и хуманист, както и един от най-значимите политици на Ренесанса, съпруг на Клариса Орсини.
- Джулиано де Медичи (* 1453, † 1478), фактически владетел на Флорентинската република, убит по време на Заговора на Паци, баща на папа Климент VII
- брат († като бебе)
- брат († като бебе)

Има и един полубрат, роден преди брака на баща ѝ.

## Биография
Знае се, че тя е родена след 1553 г. и вероятно е била образована като братята и сестрите си от възпитатели хуманисти, които са я направили културна и изискана жена, подобна на майка ѝ.

## Брак и потомство
∞ 1474 за Леонето де Роси, директор на клона на Банката на Медичите в Лион, от когото има един син:
- Луиджи де Роси (* 6 август 1474, Флоренция; † 20 август 1519, Рим), кардинал (1517), много верен на първия си братовчед папа Лъв X, който иска той да бъде изобразен до него на известната картина „Портрет на папа Лъв X“ на Рафаело Санцио (днес в Уфици, Флоренция).

## Мария де Медичи в изкуството
Представена е в група девойки на кон в сцената с Йоан VII Палеолог от 1459 г. в Параклиса на влъхвите в Двореца на Медичите, дело на Беноцо Гоцоли, където е момичето във вдясно до двете ѝ сестри Лукреция (Нанина) и Бианка.
Другият е на Madonna del Magnificat на Сандро Ботичели, където някои виждат семейството на Пиеро Подагрения: има хипотеза, че Мария е ангелът, който прегръща двамата братя Лоренцо и Джовани, докато майка им Лукреция Торнабуони е в лицето на Дева Мария.